# The Bedouin's Sacrifice
The Bedouin's Sacrifice è un cortometraggio muto del 1915 diretto da Harry Beaumont.

## Produzione
Il film fu prodotto dalla Edison Company.

## Distribuzione
Distribuito dalla General Film Company, il film - un cortometraggio in una bobina - uscì nelle sale cinematografiche USA il 31 luglio 1915.